# Бабаев, Ильяс Атабаба оглы
Ильяс Атабаба оглы Бабаев (азерб. İlyas Atababa oğlu Babayev; 23 марта 1935, Ханагях — 28 декабря 2017) — азербайджанский и советский археолог, доктор исторических наук, профессор, член-корреспондент НАН Азербайджана, исследователь древних Кабалы, Шамкира и других историко-археологических памятников.

## Биография
Ильяс Бабаев родился 23 марта 1935 года в селе Ханагях Губинского района.
Окончив в 1958 году c отличием исторический факультет Азербайджанского государственного университета (в настоящее время — Бакинский государственный университет), начал работать в сфере археологической науки АН Азербайджанской ССР. В начале 1960-х годов обучался на аспирантуре Ленинградского отделения Института археологии АН ССР.
В 1965 году защитил диссертацию на соискание учёной степени кандидата исторических наук на тему «Памятники глиптики Азербайджана античной эпохи и раннего средневековья: Очерки по истории глиптики в древнем Азербайджане» в Институте истории АН Азербайджанской ССР (Баку).
В 1983 году защитил диссертацию на соискание учёной степени доктора исторических наук на тему «Города Кавказской Албании в IV в. до н.э. - III в. н.э.» в Институте археологии АН СССР (Москва).
С 1987 года — заведующий отделом археологии античного периода Института археологии и этнографии Национальной академии наук Азербайджана.
С 2007 года — член-корреспондент НАН Азербайджана.

## Научная деятельность
Являлся организатором и участником многих археологических исследований, в разных регионах Азербайджана. Руководил международными археологическими экспедициями, а также совместно с иностранными специалистами руководил археологическими раскопками в Шамкир-Гараджамирли. В 2016 году при исследованиях у населённого пункта Дызахлы Габалинского района был выявлен курган (III тысячелетие до н.э.), являвшийся местом погребения вождей племён. Ранее на этой же территории был открыт крупный клад. 
Ильяс Бабаев является автором более 260 научных работ, в числе его трудов: «Города Кавказской Албании IV в. до н.э. – III вв. н.э.» (на русском языке), первые два тома многотомника «История Азербайджана», «Азербайджанская нумизматика» (на русском языке), 1-й многотомник «Энциклопедия Азербайджана», «Нахчыванская энциклопедия», также был соавтором учебников для 6 классов общеобразовательных школ «История Азербайджана» и «История древнего мира», переводчиком этих учебников на русский язык, и  одним из авторов издания для факультетов истории университетов «История Азербайджана с древнего периода до 1871 г.». 
Свыше 80 научных статей учёного были представлены за пределами Азербайджана. Автор ряда статей в журнале «Советская археология». Один из авторов АСЭ.
Наравне с основной своей деятельностью, И. Бабаев в течение более тридцати лет выступал с публичными докладами по разным историческим дисциплинам в вузах Азербайджана.
Являлся специалистом Международной ассоциации İNTAS в Брюсселе. В 2000-х годах входил в президентский Экспертный совет по истории Высшей аттестационной комиссии, затем в течение года – возглавлял этот совет.
Под управлением Ильяса Бабаева была осуществлена защита более десятка кандидатских диссертаций.

## Некоторые работы

### Книги
- Кабала: историко-археологический очерк. — Баку: Элм, 1981. (в соавторстве с Г.М. Ахмедовым)

- Города Кавказской Албании в IV в. до н. э.  - III в. н. э. — Баку: Элм, 1990.

- Сборник статей по нумизматике. — Баку: Элм, 2017.

### Статьи
- Ранние глазурованные сосуды Кабалы // Материальная культура Азербайджана. Труды Кабалинской археологической экспедиции. Том 1. — 1964. — Т. 5.

- Раскопки  городища  и  могильника  Кабалы // Археологические открытия за 1971 год. — 1972.

- К вопросу о производстве предметов глиптики в Кавказской  Албании // Материальная культура Азербайджана. — 1973. — Т. 7.

- Античная черепица Кавказской Албании // Советская археология (СА). — 1974. — Т. 2.

- О городах древней Кавказской Албании // Советская археология (СА). — 1974. — Т. 4. (в соавторстве с Дж. А. Халиловым)

- Исследование общественного здания второй половины I  в. до н.э.-  I  в. н.э. на городище Кабала // Советская археология (СА). — 1977. — Т. 4.

- Excavations of Comtnunal buildings (Fourth Century BC -First Century AD) at Gabala, the Capital of Caucasian Albania // The Royal Palace Institution in the First Millennium BC: Regional Development and Cultural Interchange between East and West. — 2001.

- An Achaemenid «Palace» at Qarajamirli (Azerbaijan) Preliminary Report on the Excavations in 2006 // Achamenid Culture Traditions in Anatolia, Southern Caucasus and Iran. New Discoveries. — 2007. (совместно с Ф. Кнауссом, Ю. Гагошидзе)

- Древние печати Азербайджана // ИРС-Наследие. — 2010. — Т. 43.